# Rosalie Lamorlière
Marie Rosalie Lamorlière, née le 19 mars 1768 à Breteuil et morte le 2 février 1848 à Paris, a été la dernière domestique de la reine Marie-Antoinette à la Conciergerie, avant son exécution en 1793.

## Présentation
Personnage oublié de l'Histoire de France, elle fut l'objet d'un travail de plusieurs années auquel se consacra l'auteur Ludovic Miserole pour son tout premier roman paru pour la première fois en 2010.
Elle est née le 19 mars 1768, à Breteuil fille du cordonnier François (1738-1812) et de sa femme Marguerite Charlotte Vaconsin (décédée le 7 février 1780 à Laucourt), elle avait six frères et sœurs. Même si elle n'a jamais été mariée, elle avait une fille Marie-Rosalie Delamolliere.
À la suite des Massacres de Septembre, en 1792 elle est engagée par le couple Richard, responsables de la Conciergerie, jusqu'en 1799.
On ne sait pas à quoi elle ressemblait exactement. Le peintre Tony Robert-Fleury (1837–1911) l'a représentée, a posteriori dans un tableau de 1906.
Elle est décédée le 2 février 1848 à l'hospice des incurables rue de Sèvres, puis inhumée, dans une fosse commune, au cimetière du Montparnasse.
Au cimetière du Père-Lachaise (3e division), sur l'arrière de la sépulture Lacroix-Delamolliere, en hommage à sa mère, sa fille fait graver l'inscription suivante : « À la mémoire de ma mère, Rosalie Delamolliere, dernière personne placée 76 jours auprès de la Reine Marie-Antoinette dans sa captivité, pour le besoin de tout son service, dont elle s'acquitta avec douceur et respect. Priez pour elle. »

## Univers de fiction
Elle est un des personnages du manga La Rose de Versailles, plus connu en France par la série d'animation Lady Oscar. Le personnage de Rosalie réapparait avec son époux Bernard de Châtelet et Alain de Soisson dans Eikou no Napoleon – Eroica de Riyoko Ikeda.